# Гетар
Гета́р (арм. Գետառ) — река в Армении. Берёт начало на территории Котайкской области, протекает через центральную часть Еревана и впадает в Раздан. Исток расположен между сёлами Акунк и Катнахбюр в западной части Гегамских гор. Река протекает через Аван-Ариндж и соединяется с рекой Раздан в Ереване. Её длина составляет около 24 километров. Левые притоки — Джрвеж и Дзорахпюр.

## Общие сведения
Окрестность реки Гетар очень густо населена — 5021 житель на квадратный километр. В окрестностях преобладает холодный климат. Среднегодовая температура воздуха в районе устья составляет 14 °C. Самый тёплый месяц — июль, когда средняя температура составляет 30 °C, а самый холодный — январь, с −8 °C. Среднегодовая величина осадков составляет 655 миллиметров. Самый дождливый месяц — май, в среднем 100 мм осадков, а самый сухой — август, 18 мм.

## Смена русла
Текущее русло Гетара, начинающийся от парка Абовяна, представляет собой просто канал, который был проведен вдоль склонов Норк-Мараша и Айгестана для орошения центра Еревана и его юга, известного своими садами, до притока Джрвежа (впереди кинотеатра «Айреник»). Однако старый Гетар протекал через парк Абовяна до политехнического университета, наклонялся к площади Франции, затем достиг ратуши между проспектом Маштоца и улицей Кохбаци, откуда он соединялся с Разданом перед винодельней через ущелье, спускающееся к Красному мосту.
В 2007 году, чтобы уменьшить заторы на улице Ханджяна, мэрия Еревана решила залить Гетар бетонной трубой и построить на ней улицу.
Сейчас реку в центре Еревана возможно увидеть только у проспекта Мясникяна, а также у улицы Ханджяна в Кольцевом бульваре.

## Мост

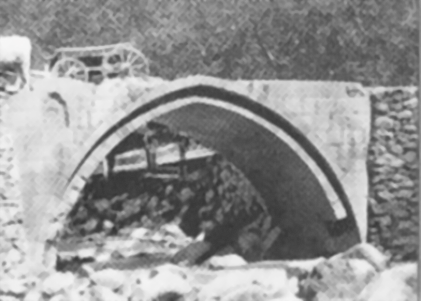
Мост через Гетар, фото ок. 1918

В 1664 году на реке Гетар недалеко от старого района Норк, напротив входа в Ереванский зоопарк, был построен мост высотой 7 метров. Конструкция была разработана неким архитектором по имени Григор при финансовой поддержке вардапета Ованнеса Норкского. Мост имел большое значение, поскольку он служил единственным способом пересечения реки и входа в Ереван с севера. Это было одно из немногих сооружений в этом районе, которое пережило разрушительное землетрясение в 1679 году. При советской власти в 1950-х годах мост был отремонтирован и попал под государственную охрану. Он хорошо сохранился в наши дни.

## Селевые потоки
По руслу Гетара нередко сходили селевые потоки, наиболее заметные из которых имели место в 1860, 1866, 1873, 1912, 1923, 1924, 1946, 1947 и 1950 годах.
Самый последний серьёзный селевой поток произошёл 25 мая 1946 года. «Седьмой поток» нанёс большой ущерб и разрушения городу. Около 800 домов были разрушены, а ещё 630 были серьезно повреждены, около 200 человек погибли. Бедствие началось в 8:30 вечера и продолжалось пять с половиной часов. Оно затронуло улицы Алавердяна, Налбандяна и Абовяна. После наводнения местные жители с удивлением обнаружили камни размером от 2 до 3 метров в диаметре, осевшие на улицах.
В течение 1950-х годов была реализована серия гидротехнических работ. На месте были созданы защитные лесные насаждения. Сооружён туннель, соединяющий Гетар с рекой Раздан для предотвращения будущих селей в Ереване.